# تپه و گورکان حماملو (گوورچین گیران)
تپه و گورکان حماملو (گوورچین گیران) مربوط به هزاره اول قبل از میلاد است و در شهرستان ورزقان، بخش مرکزی، دهستان ازومدل جنوبی، ۲ کیلومتری شمال روستای حماملو واقع شده و این اثر در تاریخ ۲۷ بهمن ۱۳۸۷ با شمارهٔ ثبت ۲۴۶۹۸ به‌عنوان یکی از آثار ملی ایران به ثبت رسیده است.